# 梅泽里亚
梅泽里亚（法語：Mézériat，法語發音：[mezeʁja]）是法国东部安省的一个市镇，属于布雷斯地区布尔格区。

## 地理
梅泽里亚（46°14'5"N, 5°2'50"E）面积19.17 平方千米，位于法国奥弗涅-罗讷-阿尔卑斯大区安省，该省份为法国东部省份，北起汝拉省，西北接索恩-卢瓦尔省，西接罗讷省和里昂大都会，南至伊泽尔省，东与萨瓦省、上萨瓦省和瑞士接壤。
与梅泽里亚接壤的市镇（或旧市镇、城区）包括：沙韦里亚、孔弗朗松、佩雷克斯、波利亚、芒通河畔圣热尼、旺丹、沃纳。
梅泽里亚的时区为UTC+01:00、UTC+02:00（夏令时）。

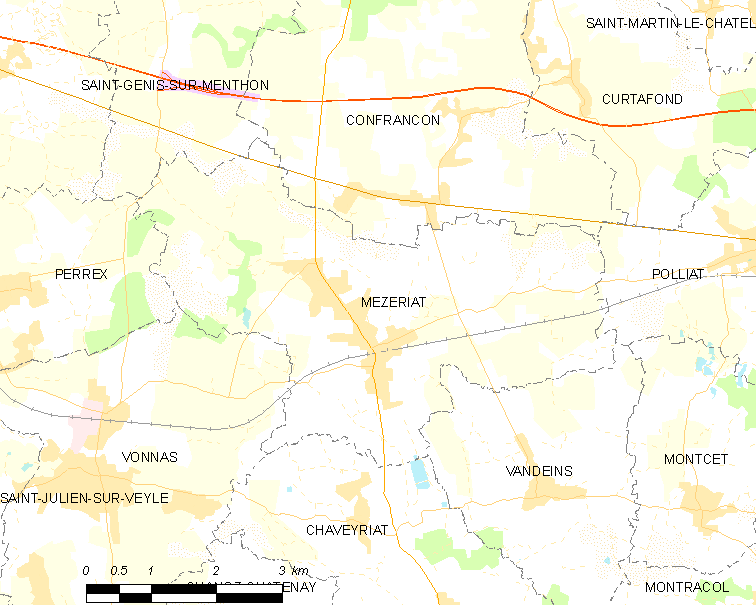
梅泽里亚的OSM定位图

## 行政
梅泽里亚的邮政编码为01660，INSEE市镇编码为01246。

## 政治
梅泽里亚所属的省级选区为沃纳县。

## 人口

1962-2008年间梅泽里亚人口变化图示

梅泽里亚于2022年1月1日时的人口数量为2179人。